# Dulcinesheim
Dulcinesheim (andere Schreibweisen: Dulcensheim, Dulcenesheim, Duncinesheim) war der Name einer kleineren Siedlung in direkter Nähe südöstlich des heutigen Mainzer Stadtteils  Hechtsheim. Der Ort wurde erstmals 782 in einer mittelalterlichen Urkunde bezeugt. Dulcinesheim wurde wahrscheinlich im Laufe des 13. Jahrhunderts endgültig aufgegeben und seine Bewohner siedelten nach Hechtsheim und Bodenheim um.

## Name und Gründung
Die Endung „-heim“ deutet, wie bei zahlreichen anderen Orten in Rheinhessen, auf einen fränkischen Ursprung von Dulcinesheim hin. Anzunehmen ist eine Siedlungsgründung im Zuge der fränkischen Landnahme, die im späten 5. bis 7. Jahrhundert stattfand. Bei der Siedlung dürfte es sich um eine der in der Gegend vielfach vorkommenden Streusiedlungen in Weilerart gehandelt haben. Drei der in naher Entfernung gelegenen gleichartigen Ansiedlungen verschmolzen im 6., spätestens im 7. Jahrhundert zum damaligen Dorf Hechtsheim, während Dulcinesheim eigenständig blieb.
In der Hechtsheimer Gemarkung finden sich infolgedessen auch Spuren von drei fränkischen Gräberfeldern, die sich diesen drei Siedlungen zuordnen lassen. Das größte, von 1980 und 1983 ausgegrabene und erforschte Gräberfeld befindet sich auf der heutigen Frankenhöhe. Die Mainzer Landesarchäologie unter Leitung von Gerd Rupprecht konnten hier circa 300 Gräber aus der Zeit ab 500 bis in die 2. Hälfte des 7. Jahrhunderts nachweisen und erforschen. Das Dulcinesheim zugehörige Gräberfeld sowie siedlungsbauliche Spuren sind bisher nicht genau lokalisiert worden.

## Lage
Georg Wilhelm Justin Wagner beschreibt in seinem 1865 erschienenen Werk Die Wüstungen im Großherzogthum Hessen die Lage wie folgt: 

„Dieser Ort lag in der Gemarkung von Hechtsheim, in dem Thale zwischen Bodenheim und Laubenheim gegen Hechtsheim hin, wo man noch Mauerwerk und Reste von Kellern findet, das wäre etwa an dem Weg von Hechtsheim nach Bodenheim, also südsüdöstlich von Hechtsheim.“

Heiner Stauder sieht eine Lokalisierung im Südosten der Hechtsheimer Gemarkung beim heutigen Dornsheimer Weg als möglich an.

## Erwähnung in mittelalterlichen Urkunden
Die Ersterwähnung von Dulcinesheim findet sich in einer Urkunde aus dem Jahr 782, in der es um eine Schenkung an das Kloster Lorsch geht.
1139 wird Dulcinesheim in einer Schenkung des Mainzer Erzbischofs Adalbert II. von Saarbrücken erwähnt, der dort befindliche Weinberge an den Stift St. Viktor vor Mainz übertragen hat. 1144 spricht Erzbischof Heinrich I. von Mainz in einer weiteren Urkunde von Äckern und Weinbergen in Dulcinesheim, deren Ertrag der nächtlichen Beleuchtung des Stiftes St. Viktors vor Mainz dienen soll.
In einer Notiz des Klosters Eberbach, datiert nach 1155, ist ebenfalls Dulcinesheim erwähnt. So soll sich Erzbischof Arnold von Selenhofen während eines Jagdausfluges im Hofgut Heßloch (der Abteikirche Otterberg zugehörend) aufgehalten haben. Da ihm die dortigen Mönche keinen Wein anbieten konnten, übereignete er ihnen
einen drei Joch großen Weinberg in Dulcinesheim.
Alois Gerlich weist in seinem Werk über die mittelalterliche Geschichte Hechtsheims darauf hin, dass Dulcinesheim im Rahmen mehrerer Schenkungen von Einwohnern oder dort Besitzhabenden (Adelige) an das Kloster Lorsch genannt wurde, während für Hechtsheim keine Schenkungen vergleichbarer Art bezeugt sind. Daraus folgert er, dass in Dulcinesheim im 8. und 9. Jahrhundert andere Herrschafts- und Rechtsverhältnisse bestanden haben müssen als in Hechtsheim, das im Frühmittelalter als „adelsfrei“ gelten kann.

## Aufgabe und Wüstwerdung
Dulcinesheim blieb offenbar eine kleine Siedlung während das benachbarte Hechtsheim im Laufe des Mittelalters deutlich an Bewohnerzahl und Bedeutung zunahm. Spätestens im 13. Jahrhundert siedelten die Bewohner der Ortschaft nach Bodenheim und nach Hechtsheim über und die Gemarkung von Dulcinesheim ging teilweise in der Hechtsheims auf. Spätestens nach 1300 war Dulcinesheim eine Wüstung.